# Poul-Erik Høyer Larsen
Poul-Erik Høyer Larsen (Helsinge, 20 de setembro de 1965) é um ex-jogador de badminton da Dinamarca.

## Carreira
Conquistou a medalha de ouro nos Jogos Olímpicos de Verão de 1996 em Atlanta, é o atual presidente da Badminton World Federation.